# Barsi Balázs
Barsi Balázs OFM (Sióagárd, 1946. január 5. –) Széchenyi-díjas ferences rendi szerzetes, hitszónok, teológiai tanár.

## Életpályája
1964-ben lépett be Szent Ferenc rendjébe. Teológiai tanulmányai mellett 1973-ban az Eötvös Loránd Tudományegyetemen szerzett magyar–orosz szakos tanári diplomát. 1971-ben szentelték pappá szülőfalujában. 1972-től az esztergomi Temesvári Pelbárt Gimnázium tanára és kollégiumi nevelője. 1980-ban felsőbb tanulmányokat folytatott Strasbourgban – biblikumból doktorált. Majd két évtizeden át a szécsényi rendház házfőnöke, és mellette a ferences rendbe belépő újoncok (novíciusok) vezetője is. 1982-től teológiai tanár. 1997-től a sümegi lelkigyakorlatos ház irányítója. 2021 júliusától a szécsényi ferences rendház lakója.
2019-ben hitszónoki és teológiai tevékenységéért Széchenyi-díjban részesült.

## Művei

### 1999-ig
- Étkezési imák. Asztali áldások családoknak, szemináriumoknak, szerzetesközösségeknek, lelkigyakorlatos házaknak; összegyűjt., szerk. Barsi Balázs, Hegedüs Kolos; Szent István Társulat, Bp., 1991
- Vade mecum franciscanum; összeáll. Barsi Balázs; Novi Sad–Ferences Rendház, Agapé–Esztergom, 1991
- Barsi Balázs–Gál Ferenc: Hozsannától allelujáig. Bevezetés a nagyhét misztériumaiba; Márton Áron, Bp., 1992
- Úrjövet. Adventi gondolatok; Márton Áron, Bp., 1992
- Adventtől pünkösdig. Konferenciabeszédek a pesti ferenceseknél az 1994-es egyházi évben; EFO, Bp., 1994
- Bosco Szent János; EFO, Bp., 1995 (Az életszentség mesterei)
- Négy adventi gyertyagyújtás; összeáll. Barsi Balázs; Agapé, Szeged, 1996
- A szeretet misztériuma. Elmélkedések az Énekek énekéről; EFO, Bp., 1996
- Pétery Balázs–Barsi Balázs: Világ világossága; Kapisztrán Szent Jánosról Nevezett Ferences Rendtartomány, Bp., 1996
- Krisztus békéje. Naplótöredékek egy ferences kolostorból; Barsi Balázs, Szécsény, 1996
- Az egyszülött fiú. Elmélkedések Jézus életéről; EFO, Bp., 1997
- A Bárány menyegzője. Elmélkedések a Jelenések könyvéről; EFO, Bp., 1997
- Théophile Desbonnets: Szent Ferenc nyomában. Assisi lelki útikalauz Barsi Balázs OFM fordításában (Assise et les ermitages sur les pas de Saint François); magyar szöveggond., függelék Telek Péter-Pál; EFO, Bp., 1998
- Hitünk foglalata. Az Apostoli hitvallás magyarázata; EFO, Bp., 1998
- Örökké megmarad. A Szeretethimnusz magyarázata; EFO, Bp., 1998
- Barsi Balázs–Telek Péter-Pál: Mélység a mélységet. Szentírási elmélkedések az 1999-es egyházi év minden napjára; Jel, Bp., 1999
- A teremtő lélek. Elmélkedések a Szentlélekről; EFO, Bp., 1999
- A megkísértés misztériuma. Mk 1,12–13; 3. kiad.; Márton Áron, Bp., 1999

### 2000–2009
- Húsvéti stációk. Találkozások a Feltámadottal; ill. Xantus Géza; Új Ember, Bp., 2000
- Barsi Balázs–Telek Péter-Pál: Magasság és mélység. Szentírási elmélkedések az egyházi év minden napjára; Alfadat-press, Tatabánya, 2000–
  - 1. Szent idők. Advent, karácsony, nagyböjt, húsvét; 2000
  - 2. Évközi idő IXII. hét; 2000
  - 2/A. 2000. január 10. – március 7.; 2000
  - 3. Évközi idő XIII–XXIII. hét; 2001
  - 4. Évközi idő XXIV–XXXIV. hét; 2002
- John Henry Newman; Vágó Lajos Gábor, Oroszlány, 2001 (Az életszentség mesterei)
- Az irgalmas Atya. Elmélkedések a mennyei Atyáról; Vágó Lajos Gábor, Sümeg, 2001
- Barsi Balázs–Dobszay László: „Íme, most fölmegyünk Jeruzsálembe”. Hitünk misztériumai a nagyheti liturgiában; Márton Áron, Bp., 2001 (Fons et culmen)
- Krisztus, a mi reménységünk; Barsi Balázs, Sümeg, 2002
- Barsi Balázs–Földváry Miklós István: „Belépek Isten oltárához”. Bevezetés a templom misztériumába; Vágó Lajos Gábor, Sümeg, 2003 (Fons et culmen)
- Örökké megmarad. A Szeretethimnusz magyarázata; 2. jav. kiad.; Vágó Lajos Gábor, Sümeg, 2003
- Hitünk foglalata. Az Apostoli hitvallás magyarázata; 2. jav. kiad.; VLG, Sümeg, 2003
- A szent liturgia. Barsi Balázs fordításában; 2. jav. kiad.; Szent Gellért, Bp., 2004
- Názáret iskolája. Elmélkedések az Úr Jézus rejtett életéről; Barsi Balázs, Sümeg, 2004
- „Neked adom az élet koronáját”. A Jelenések könyvének magyarázata; Barsi Balázs, Sümeg, 2005
- Az életszentség titka. Elmélkedések; Barsi Balázs, Sümeg, 2006
- Jézus pere; Barsi Balázs, Sümeg, 2008
- És az Ige testté lőn. Elmélkedések és imádságok karácsony misztériumáról; Barsi Balázs, Sümeg, 2008
- „Énekemmé lettek igazságaid”. Telek Péter-Pál beszélgetőkönyve; Telek Péter-Pál, Sümeg–Kecskemét, 2009
- Nagyhét. Segédkönyv és szöveggyűjtemény „A liturgikus év” c. tantárgyhoz; 2. átdolg. kiad.; Barsi Balázs, Tatabánya, 2009

### 2010–2019
- Hét szó a kereszten. Bábel Balázs, Kerényi Lajos, Jelenits István, Barsi Balázs, Czakó Gábor, Frenyó Zoltán, Prohászka Ottokár írásai; szerk. Frenyó Zoltán; Szent Gellért Kiadó, Bp., 2010
- „Jó fény, vezess!” Boldog John Henry Newmann lelkisége; Newman Központ, Bp., 2010
- Örökké megmarad. A Szeretethimnusz magyarázata; 3. jav. kiad.;Telek Péter-Pál, Kecskemét, 2010
- Krisztus békéje egy ferences novíciusmester naplójából; bőv., átdolg. kiad.; Telek Péter-Pál, Kecskemét, 2010
- Boldog John Henry Newman templom Sümegcsehi; ill. Udvardi Erzsébet képei, ford. Somogyi György; Patrióták a Közjóért Egyesület, Bp., 2010
- És az ige testté lőn. Elmélkedések és imádságok karácsony misztériumáról; 3. jav. kiad.; Telek, Kecskemét, 2011
- 13 kérdés a liturgiáról; Telek András, Kecskemét, 2011 (Balázs atya válaszol)
- 13 kérdés a végső napokról; Telek András, Kecskemét, 2011 (Balázs atya válaszol)
- Mily kedvesek hajlékaid. Bevezetés a templom misztériumába; Telek, Kecskemét, 2011
- Ádám és Éva; Telek András, Kecskemét, 2011 (Balázs atya a Biblia szentjeiről)
- 13 kérdés a családról; Telek András, Kecskemét, 2011 (Balázs atya válaszol)
- Az irgalmasság misztériuma. Elmélkedések a Lk 15,11–32 alapján; Telek Péter-Pál, Kecskemét, 2011
- Hitünk foglalata. Az Apostoli hitvallás magyarázata; 3. jav. kiad.; Telek Péter-Pál, Kecskemét, 2011
- Húsvéti stációk. Találkozások a Feltámadottal; ill. Xantus Géza; Új Ember, Bp., 2011
- Názáret iskolája. Elmélkedések az Úr Jézus rejtett életéről; 2. bőv., átdolg. kiad.; Telek Péter-Pál, Kecskemét, 2011
- A lélek ajándékai; Telek Péter-Pál, Kecskemét, 2011
- Beszédes képek; Temesvári Pelbárt Ferences Gimnázium és Kollégium, Esztergom, 2012
- Jézus 33 szava; Telek Péter-Pál, Kecskemét, 2012
- Barsi Balázs–Telek Péter-Pál: Magasság és mélység. Szentírási elmélkedések az egyházi év minden napjára; Telek Péter-Pál, Kecskemét, 2012–
  - 2013/1. Advent 1. vasárnapjától Úrnapjáig; 2012
  - 2013/2. Évközi 9–34. hét; 2013
  - 3. Szentírási elmélkedések az évközi idő minden napjára; aktualizált kiad.; 2014
- Barsi Balázs–Keppel Márton: Szombat esti elmélkedések; Temesvári Pelbárt Ferences Gimnázium és Kollégium, Esztergom, 2012
- 13 kérdés a gyónásról; Telek , Kecskemét, 2013 (Balázs atya válaszol)
- És az ige testté lőn. Elmélkedések a karácsony misztériumáról; 4. átdolg. kiad.; Telek András, Kecskemét, 2013
- Hét szó a kereszten. Bábel Balázs, Kerényi Lajos, Jelenits István, Barsi Balázs, Czakó Gábor, Frenyó Zoltán, Prohászka Ottokár írásai; 2. jav. kiad.; szerk. Frenyó Zoltán; Szent Gellért Kiadó, Bp., 2013
- A liturgikus év; 3. kiad.; Liszt Ferenc Zeneművészeti Egyetem Egyházzenei Kutatócsoport–Magyar Egyházzenei Társaság, Bp., 2013 (Egyházzenei füzetek I. sorozat. Tankönyvek)
- Barsi Balázs–Telek Péter-Pál: Jézus, világ megváltója. Elmélkedések és imádságok nagyböjt idejére; Telek András, Kecskemét, 2014
- Barsi Balázs–Telek Péter-Pál: Krisztus, virágunk, szép termő águnk. Elmélkedések és imádságok a húsvéti időre; Telek András, Kecskemét, 2014
- Názáret iskolája. Elmélkedések az Úr Jézus rejtett életéről; 4. jav. kiad.; Telek Péter-Pál, Kecskemét, 2014
- „Neked adom az élet koronáját”. A Jelenések könyvének magyarázata; Telek Péter-Pál, Kecskemét, 2014
- Barsi Balázs–Telek Péter-Pál: Ó jöjj, ó jöjj, Emmánuel! Elmélkedések és imádságok adventre és karácsonyra; 2. jav., átdolg. kiad.; Telek Péter-Pál, Kecskemét, 2014
- „Szerelmes szellők suttogása”. A lelki élet hármas útja az Énekek éneke fényében, Keresztes Szent János értelmezése szerint; 2. jav. kiad.; Sarutlan Karmelita Nővérek, Magyarszék, 2014 (A Kármel látóhatára)
- Újjáteremtő lélek; Telek Péter-Pál, Kecskemét, 2014
- Barsi Balázs–Telek Péter-Pál: Új magasság és mélység 1–2. Szentírási elmélkedések az egyházi év minden napjára; BB Librifer, Kecskemét, 2016–2017
- „Most megmarad e három”. Elmélkedések a három isteni erényről; Szt. Gellért, Bp., 2018
- Barsi Balázs–Telek Péter-Pál: Itt az alkalmas, szent idő. Szentírási elmélkedések nagyböjt napjaira; Szt. Gellért, Bp., 2019
- Gyermek született nékünk! (Iz 9,5). Elmélkedések és imádságok a megtestesülés misztériumáról; Szt. Gellért, Bp., 2019
- Barsi Balázs–Telek Péter-Pál: Adventben élünk. Szentírási elmélkedések az adventi és karácsonyi idő minden napjára; Szt. Gellért, Bp., 2019
- „Szólj, Uram…”. Szentírási elmélkedések minden napra a görögkatolikus olvasmányrend szerint, 1–4.; Görögkatolikus Metropólia, Debrecen, 2019
- Nem vétkeztem a világosság ellen. Szent John Henry Newman üzenete a XXI. század embere számára; Newman Központ–Szt. Gellért, Bp., 2020
- A szentek útja a szeretet útja. Gondolatok az esztendő minden napjára; Szt. Gellért, Bp., 2020
- Aranymisés áldással; szöveggond. Hidász Ferenc, közrem. Alpek Gergely; Sümegi Ferences Rendház, Sümeg, 2021

## Díjak, elismerések
- Sióagárd díszpolgára (2005)
- Sümeg díszpolgára (2011)
- Veszprém megye Érdemrendje (2011)
- A Magyar Érdemrend lovagkeresztje (2012)
- A Magyar Érdemrend középkeresztje (2016)
- Fraknói Vilmos-díj (2017)
- Márton Áron-emlékérem (2018)
- Széchenyi-díj (2019)
- Magyar Örökség díj (2022)